# Diligence-onderneming J.P. Koens
Diligence-onderneming J.P. Koens was een transportbedrijf dat actief was in het Nederlands (openbaar) reizigersvervoer gedurende een groot deel van de negentiende eeuw. De diligence-onderneming J.P. Koens heeft bestaan van 1843 tot 1874, maar onder de naam Koens werden reeds vóór 1830 wagendiensten aangeboden. Het kantoor was aan het Spui 40 in Den Haag.
De onderneming vervoerde passagiers in en naar onder andere Rotterdam, Den Haag, Scheveningen, Amsterdam en Arnhem. Hiervoor werden diligences en omnibussen gebruikt die tot 20 passagiers konden meenemen. Deze werden door één of meerdere paarden getrokken, afhankelijk van het voertuig en het traject. De omnibus volgde meestal een vaste route en vertrok op vaste tijden.

## J.P. Koens
Getuige een overlijdensbericht uit 1866 waren er twee personen met de naam J.P. Koens, senior en junior, waarvan in elk geval de oudste Johannes Petrus heette. J.P. Koens sr. exploiteerde in 1830 reeds diligencediensten, waaronder een tussen Den Haag en Rotterdam, die aansloot op de stoomboot naar Nijmegen. Vanaf 1833 participeerde hij samen met de ondernemers F.S. en J.H. Surig in de onderneming De Vriendschap, die een diligencedienst onderhield tussen Den Haag en Amsterdam. Aanvankelijk vertrokken rijtuigen tweemaal per dag in beide richtingen, vanaf 1838 drie keer en na 1840 vier keer.

### Diligence-onderneming
Het is thans onbekend wanneer de firma Diligence-onderneming J.P. Koens werd opgericht, maar in elk geval in 1843 werd onder die naam geopereerd in het stadsvervoer in Amsterdam. In Leiden was de firma vanaf 1846 op hetzelfde terrein actief en in Den Haag en Rotterdam vanaf 1847.

## Concurrentie
Het moet het bedrijf Koens niet aan uitdagingen ontbroken hebben. Niet alleen zorgde de opkomst van de spoorwegen in Nederland voor het grotendeels wegvallen van het interlokale vervoer, ook in het stads- en streekvervoer had de firma last van aanmerkelijke concurrentie. Zo had Koens in Den Haag de Wed. Schiedges als concurrent, die een kantoor in Hotel De Twee Steden had, ook aan het Spui, en in Amsterdam de Amsterdamsche Omnibus Maatschappij (1872-1899). Die laatste nam op 1 mei 1874 de dienst van J.P. Koens over.